# Бородоподібний топір

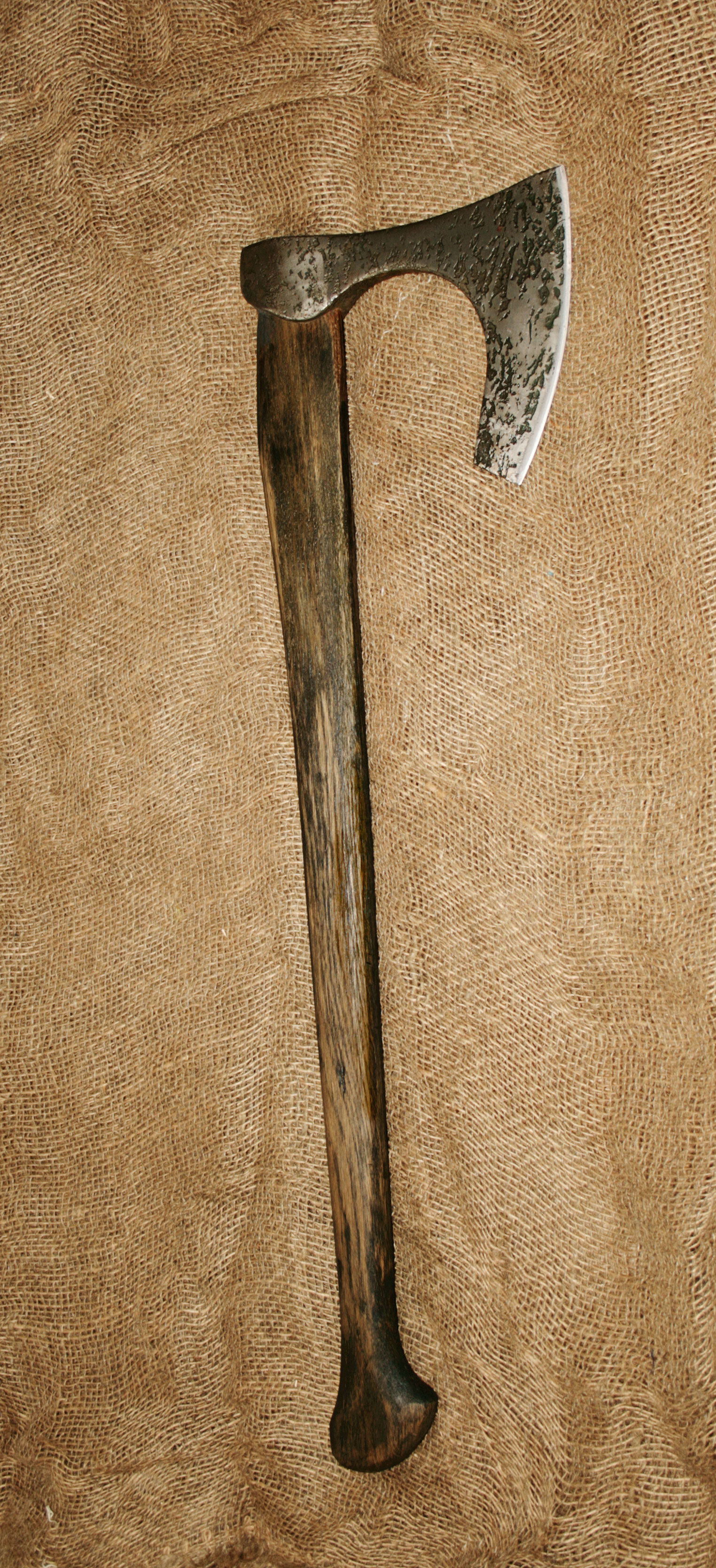
Бойова бородоподібна сокира

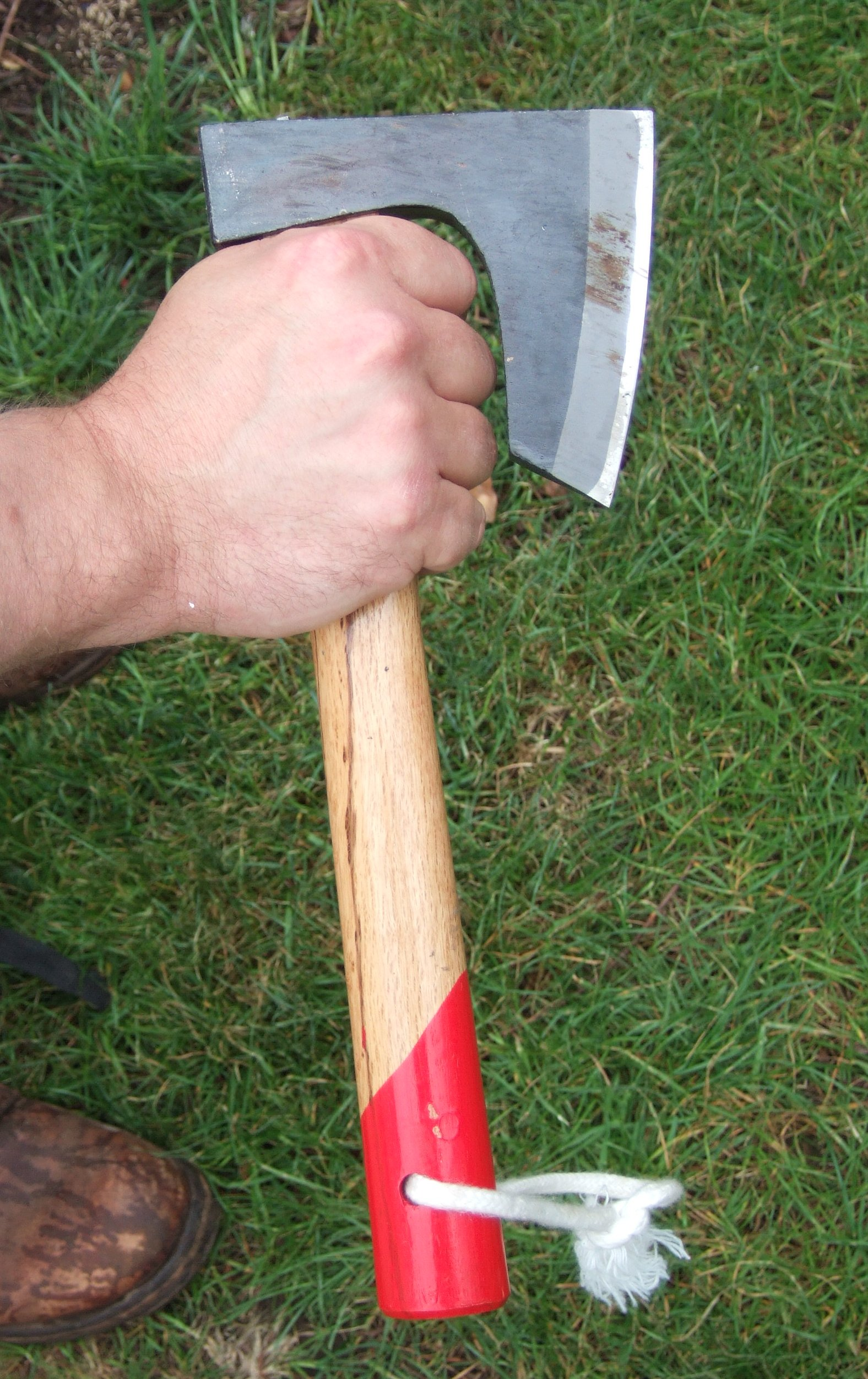
Сучасний інструмент, за формою — точна копія бородоподібної сокири. Зверніть увагу на положення руки

Бородоподі́бний топі́р чи бородоподібна сокира — вид сокири (як інструмента, так і бойової сокири). Він відрізняється розширенням донизу передньої частині полотна з лезом («борода» сокири), в результаті чого між сокирищем і лезом утворювалася виїмка.

## Розповсюдження
Ці сокири з'явилися, швидше за все, у Північній Європі, де відомі ще з VII–VIII століть. Термін походить від назви норв. Skeggox — складається зі слів skegg (борода) і ox (сокира). Крім відтягнутого вниз леза, їх відрізняла пряма верхня грань.
Незабаром вони потрапили в Центральну, а потім і в Східну Європу, де отримали широке поширення. Очевидно, разом з вікінгами подібний вид бойової сокири прийшов на Русь приблизно у IX сторіччі. Різні модифікації цієї форми бойової сокири призвели до появи нових типів сокир.
Лезо бородоподібних сокир виконувалося перпендикулярно верхній межі і потроху скруглялося до низу, що, крім рубаючих, давало сокирі і певні ріжучі властивості (інструмент такої форми зручно використовувати при столярних роботах).
Крім цього, така конструкція дозволяла брати сокиру під самий обух, так, що лезо прикривало руку, — це було зручно в деяких випадках; захищало руку воїна в бою.
І, звичайно, специфічна виїмка зменшувала масу сокири.
Всі ці переваги зробили бородоподібні сокири популярними в Європі, де вони застосовувалися і як побутові інструменти, і як зброя.

## Бойові та побутові сокири: відмінності та спільні риси
Найважливішою ознакою багатьох бойових сокир є не форма, а розмір та маса. За цими ознаками більшість однотипних давньоруських сокир і поділяються на бойові та робочі, побутові. При цьому їх руків'я, будучи однакової довжини (в середньому до 80 см), розрізнялися товщиною.
Розміри бойових сокир (за деякими винятками)довжина леза 9—15 см, ширина до 10—12 см, діаметр обушного отвора 2-3 см, вага до 450 г.
Встановлені вище розміри притаманні більшості сокир, знайдених в похованнях руських дружинників. У свою чергу знаходження таких сокир в курганах воїнів свідчить про їх бойове призначення.
На відміну від бойових, розміри робочих сокир наступнідовжина 15-22 см (частіше 17-18 см), ширина леза 9—14.5 см, діаметр втулки 3—4.5 см, звичайна маса 600–800 р.
Ці сокири часто зустрічаються в селянських курганах як атрибут чоловічого поховання.
Звичайно, не можна абсолютизувати розмежувальні розміри бойових і робочих сокир. Тут зустрічаються відхилення в ту і іншу сторону. Іноді можна сперечатися щодо господарської або військової приналежності тієї чи іншої сокири. Справа в тому, що сама група «військових» сокир також неоднорідна. Частина з них, судячи з багатої обробки і невеликих розмірів (наприклад, довжина леза 9-12 см), служила як почесна й бойова зброя, інша ж частина використовувалася не тільки в битві, але й під час походу як універсальний інструмент.
З цим пов'язана роль сокири в похованнях воїнів. Якщо придивитися до цих поховань, то скрізь можна помітити, що померлого в першу чергу готували не до бою, а до далекої мандрівки по незвіданих шляхах загробного світу. Не дивно тому, що в похованнях воїнів часто зустрічаються сокири, які могли виконувати різні похідні функції (у тому числі, суто побутового призначення).

Для багатьох бойових сокир характерна дірочка на лезі. Довгий час її призначення було невизначеним. Отвір на лезі вважали чи магічним знаком, чи прикрасою, чи виробничим клеймом; думали, що в дірочку вставлявся залізний стрижень, щоб сокира не надто глибоко врізалася при ударі, або простромлювався дріт, за допомогою якої сокира, кинута в ціль, притягалась назад. Насправді ж дірочка призначалася для пристібання до леза тканинного чохла, «до ся чловек не обрежет». Можливо, що це отвір використовували також для підвішування сокири до сідла, на стіну тощо. Отже, наявність отвору на лезі є ознакою дорожньої чи похідної сокири.
Звичайно, такою сокирою обзаводилися не лише воїни, але й мисливці, лісоруби, землепрохідці. Мали дірочку і деякі робочі сокири. Взагалі ж дірочка є далеко не обов'язковою деталлю кожної бойової сокири. Її має лише 15% збережених «військових» сокир, що знаходилися археологами.